# Pisane na wietrze
Pisane na wietrze (ang. Written on the Wind) – amerykański melodramat filmowy z 1956 roku w reżyserii Douglasa Sirka.

## Obsada
- Rock Hudson jako Mitch Wayne
- Lauren Bacall jako Lucy Moore Hadley
- Robert Stack jako Kyle Hadley
- Dorothy Malone jako Marylee Hadley
- Robert Keith jako Jasper Hadley
- Grant Williams jako Biff Miley
- Robert J. Wilke jako Dan Willis
- Edward Platt jako doktor Paul Cochrane
- Harry Shannon jako Hoak Wayne
- John Larch jako Roy Carter
- Joseph Granby jako sędzia R.J. Courtney
- Roy Glenn jako Sam
- Maidie Norman jako Bertha
- William Schallert jako reporter Jack Williams
- Joanne Jordan jako brunetka
- Dani Crayne jako blondynka
- Dorothy Porter jako sekretarka

## Nagrody i nominacje
| Nazwa nagrody | Wygrane                                            | Nominacje |
| ------------- | -------------------------------------------------- | --- |
| Oscar         | 1957 Najlepsza aktorka drugoplanowa Dorothy Malone | 1957 Najlepszy aktor drugoplanowy Robert Stack Najlepsza piosenka "Written on the Wind", wyk. The Four Aces, muzyka: Victor Young, słowa Sammy Cahn |
| Złoty Glob    | 1957 bez rezultatu                                 | 1957 Najlepsza aktorka drugoplanowa Dorothy Malone                                                                                                  |